# Deutschuss
Bei einem Deutschuss handelt es sich um einen Schuss, der vom Schützen aus Zeitmangel – beispielsweise in einer Notsituation – oder bei sehr geringer Distanz zum Ziel (bis fünf Meter) ohne Zuhilfenahme der Zieleinrichtung der Waffe abgegeben wird.

## Ablauf
Statt Benutzung der Zieleinrichtung wird nur auf das Ziel gedeutet. Da die Wahrscheinlichkeit für einen Treffer sehr viel geringer ist als bei gezielten Schüssen, werden Deutschüsse oft in schneller Folge abgegeben, um die Trefferwahrscheinlichkeit zu erhöhen. Einige Schusswaffen werden bezüglich Handhabung und Ergonomie so konstruiert, dass sie gute Deutschuss-Eigenschaften aufweisen.

## Einsatz
Der Deutschuss wird beim sportlichen Flintenschießen mit Schrot eingesetzt. Wegen der schnellen Bewegungsabläufe ist die Zielaufnahme wesentlicher als das genaue Zielen. Bei entsprechendem Training sind regelmäßig gute Treffergebnisse bei Entfernungen bis zu 40 Metern möglich. Auch beim Schusswaffengebrauch der Polizei wird diese Schussart trainiert, um eine Routine zu erreichen.